# American Oxygen
"American Oxygen" é uma canção da artista musical barbadense Rihanna. Foi composta pela própria juntamente com Alexander Grant, Candice Pillay e Sam Harris, sendo produzida pelo primeiro sob o nome artístico de Alex da Kid em conjunto com Kanye West. Desenvolvida no período de um ano, a obra foi inspirada pela faixa "Born in the U.S.A.", do cantor estadunidense de rock Bruce Springsteen, e é uma balada musicalmente influenciada pelo dubstep. O tema foi primeiramente disponibilizado para streaming no serviço Tidal em 5 de abril de 2015, e foi posteriormente lançado em formato digital na iTunes Store dez dias depois.

## Antecedentes e lançamento
"American Oxygen" foi composta por Alex da Kid, Sam Harris, Candice Pillay e Rihanna, sendo produzida pelo primeiro juntamente com Kanye West. O desenvolvimento da obra começou em 2014, e progrediu-se por um ano. Originalmente, Kid enviou as batidas da canção para Harris, que começou a escrever algumas letras. Em entrevista para a Billboard, Harris notou que a faixa havia lhe tocado, e comentou que começou a conceber o refrão com duas linhas que havia escrito anteriormente: "Somente naquele refrão, nós trabalhamos por três ou quatro meses, indo e voltando, indo e voltando. (...) Ela lhe mostrará que, algumas vezes, essas canções aparecem do nada, e que às vezes você apenas tem que ir atrás dela como um bloco de mármore que você está desbastando". O compositor explicou que ele e Kid queria que o refrão representasse muito, mesmo com uma pequena quantidade de letras. Quando desenvolveram o refrão final, o produtor começou a procurar por artistas potenciais da música. Rihanna, após receber a canção, começou a ajustá-la em conjunto com Kid; ela co-compôs os versos juntamente com Harris e Kid. De acordo com Harris, a composição de "American Oxygen" foi particularmente inspirada por "Born in the U.S.A.", do cantor estadunidense de rock Bruce Springsteen.
"American Oxygen" fez parte de comerciais que promoveram a edição de 2015 do torneio de basquete da primeira divisão masculina do NCAA Basketball Championship. Em 5 de abril, a canção foi disponibilizada para streaming no Tidal, serviço de streaming no qual Rihanna serve como co-proprietária ao lado de outros artistas, como Jay-Z, Beyoncé e Madonna. Dez dias depois, a música foi lançada digitalmente na iTunes Store, servindo como o terceiro single do oitavo álbum de estúdio de Rihanna.

## Composição
"American Oxygen" é uma balada influenciada pelo dubstep, com duração de cinco minutos e vinte segundos.

## Desempenho nas tabelas musicais

### Posições
| Tabela musical (2015)                                  | Melhor posição |
| ------------------------------------------------------ | -------------- |
| Austrália (ARIA Charts)                                | 65             |
| Bélgica (Ultratip de Flandres)                         | 61             |
| Bélgica (Ultratip da Valônia)                          | 31             |
| Canadá (Canadian Hot 100)                              | 59             |
| Coreia do Sul (Gaon Music Chart)                       | 67             |
| Escócia (The Official Charts Company)                  | 62             |
| Estados Unidos (Billboard Hot 100)                     | 78             |
| França (Syndicat National de l'Édition Phonographique) | 25             |
| Hungria (Magyar Hanglemezkiadók Szövetsége)            | 24             |
| Irlanda (Irish Recorded Music Association)             | 61             |
| Países Baixos (MegaCharts)                             | 52             |
| Reino Unido (UK Singles Chart)                         | 62             |
| Suécia (Sverigetopplistan)                             | 40             |
| Suíça (Schweizer Hitparade)                            | 30             |

## Histórico de lançamento
| País  | Data                | Formato          | Gravadora                 |
| ----- | ------------------- | ---------------- | ------------------------- |
| Mundo | 15 de abril de 2015 | Download digital | Roc Nation, Westbury Road |